# Necremnus propodealis
Necremnus propodealis är en stekelart som beskrevs av Boucek 1959. Necremnus propodealis ingår i släktet Necremnus och familjen finglanssteklar. Inga underarter finns listade i Catalogue of Life.